# بني مجد
قرية بني مجد هي إحدى القرى التابعة لمركز منفلوط في محافظة أسيوط في جمهورية مصر العربية. حسب إحصاءات سنة 2006، بلغ إجمالي السكان في بني مجد 9006 نسمة، منهم 4599 رجل و4407 امرأة.